# Далиляр-Джырдахан
Далиляр-Джырдахан (также Далляр Джырдахан; азерб. Dəllər Cırdaxan) — село в Шамкирском районе Азербайджана. До 1954 года населённый пункт назывался Гаджиалекперли.

## Население
Численность населения 3740 человек. Подавляющее большинство населения этнические азербайджанцы, которые исповедуют Ислам шиитского толка. В селе также проживают турки-месхетинцы и азербайджанцы татского происхождения.
| 1977 | 1989 | 2011 | 2012 | 2014 |
| ---- | ---- | ---- | ---- | ---- |
| 1659 | 2813 | 3542 | 3662 | 3740 |

## Географическое положение
Расположено на северо-западе Азербайджана, в Шамкирском районе, в 10 километрах к северу от центра района, города Шамкир и на расстоянии 5 километра от железнодорожной станции Далляр. Село находится на высоте 232 метра над уровнем моря.

## История
Далляр-Джирдахан как населенный пункт был известен ещё в конце XVIII века. Сформировалось как село лишь в 30-х годах XX века в результате слияния нескольких яйлагов и гышлагов. В селе сохранились такие этнонимы как «Гымырлы», «Гаджимамедли» и «Моллалы».
Теории о происхождения топонима «Далляр/Делляр» неоднозначны. Согласно легенде этот топоним связан с ополчением азербайджанского народного героя Кёроглу которое называлось «дялиляр». Так как на этих землях останавливалось его ополчение эту местность обозначали так. Но историки связывают топоним «Дялляр» с названием тюркского племени тэлеров. Топоним «Джирдахан» связан с одноименным сефевидским племенем джырдаханлы.
В советский периоди здесь был образован совхоз имени Джафар Джаббарлы.Среди местных жителей распространено название «Джафар Джаббарлы».

## Культура
В селе расположен парк имени Ашуг Дильгама, сельская библиотека и клуб.

## Образование
Сельская школа имени Шахина Амирова и детский сад находятся в распоряжении населения.

## Фотографии
- Сельская школа имени Шахина Амирова
- Дорога в сторону Шамкира
- Дорога в Делляр-Джырдахан из станции Далляр
- Центральная улица в Делляр-Джырдахане
- Центр села
- Сельская почта
- Бюст Джафар Джаббарлы в селении